# Germania (Buenos Aires)
Germania (Estación Mayor José Orellano) es una localidad argentina del partido de General Pinto, en el noroeste de la provincia de Buenos Aires a 30 km de la ciudad cabecera y a 380 km de Buenos Aires, con acceso pavimentado a la Ruta Nacional 7, rápida vía de comunicación.

## Población
Cuenta con 1,397 habitantes (Indec, 2010), lo que representa un descenso del 2,51% frente a los 1,433 habitantes (Indec, 2001) del censo anterior.
| Gráfica de evolución demográfica de Germania entre 1991 y 2010 |
|                                                                |
| Fuente: Censos nacionales del INDEC                            |

## Historia
El 15 de agosto de 1905, se emplazó la "Estación del Ferrocarril de Buenos Aires al Pacífico" (actual FCGSM). Gracias a la existencia de ésta, se ubicaron pobladores que conformaron una pequeña población con actividades rurales.
El ferrocarril de Buenos Aires al Pacífico, perteneció al llamado "Riel Reciente", de 1885 a 1930. Era una recta absoluta de 530 km de longitud entre el pueblo de Mercedes (Buenos Aires), y el de Villa Mercedes, al entrar en San Luis: Anuló al tocar Junín la hegemonía del Oeste en esa zona. Desde 1976 la localidad no dispone de transporte ferroviario.

## Características principales
Situación geográfica
34°35′ latitud sur - 62°3′ longitud oeste; al noroeste de General Pinto.
Toponimia
Esta localidad debe su nombre a la colonia homónima instalada en el distrito por La Germania Estancia Compañía Limitada, en tierras que pertenecieron a Carlos y Roberto Günther, de procedencia alemana.
Antecedentes y Características
En el lugar, emplazó su estación el antiguo Ferrocarril de Buenos Aires al Pacífico, el 15 de agosto de 1905. Al establecerse la estación ferroviaria, se asentaron pobladores que conformaron una pequeña población, que se relacionó desde sus inicios con las actividades rurales de su zona de influencia.
Germania presenta actualmente la imagen característica de la mayoría de los pueblos pequeños del interior de la provincia de Buenos Aires, que basan su economía en los quehaceres agropecuarios.
Presenta un parque donde se realiza en el mes de noviembre la famosa "Fiesta de la Vaquillona con cuero Germaniense", la cual es un evento que dura dos o tres días. Una pileta municipal de uso público, plazas y parque con arboledas.
Hay dos escuelas de nivel secundario, Don Sixto Acosta y una Escuela de Educación Agropecuaria.
Dentro de la comunidad se desarrollan destacados establecimientos educativos, sociales, de servicios y deportivos.
Hay dos clubes, el Centro Recreativo Germania, que tiene como deportes principales, pelota paleta (cancha techada) y pádel. También el Club Sportivo Sarmiento con actividades de fútbol que compite en la liga local con diversas categorías, y recientemente vóley, logrando ambos deportes ser campeones en 2018.
Hay dos hoteles "Hotel Argentino" y "Lo de Chichina", también lugares varios de recreación, ya sea la pulpería "El paisanito", bar "El Lagarto", Sede del Club Sarmiento, Sede del Centro Recreativo, Parrilla "Don Pedro", "El quincho" cafetería y heladería, Bar "La 14" cervecería y Bar "Cocodrilos" bailable.